# Ritly Valéria
Ritly Valéria (Istenmezeje, 1925. december 12. – Budapest, 1967. január 22.) magyar művészettörténész,  Bán Róbert filmrendező első felesége, Bán András műkritikus édesanyja. 

## Életpályája
Édesapja  Ritly Ignác  matematikatanár , édesanyja Kubuk Erzsébet volt.
Középiskolai tanulmányainak befejezése után szakmát tanult. 1947-től a szakszervezeti, illetve az ifjúsági mozgalom kulturális területén dolgozott. Miután létrejött a Népművelési Minisztérium, Ritly Valéria a képzőművészeti osztályán dolgozott. Ezután az ELTE művészettörténet szakán. 1954-től a budapesti Műcsarnok művészeti osztályán dolgozott. Számos képzőművészeti kiállítást szervezett, többek között részt vett a hódmezővásárhelyi őszi tárlatok megszervezésében, valamint a miskolci grafikai biennálék  létrehozásában. 
Az 1960-as években képzőművészeti kritikákat publikált a Magyar Nemzetben és más lapokban.